# Čabradský Vrbovok
Čabradský Vrbovok (maďarsky Csábrágvarbók) je obec v okrese Krupina v Banskobystrickém kraji na Slovensku. Žije v ní 235 obyvatel.

## Historie
V historických pramenech je vesnice poprvé zmiňována v roce 1135, tehdy pod názvem Werbouch, v roce 1262 jako Werbouk Inferior, později jako Warabuk (1285) a Werbok (1342). Ve 13. století vesnice patřila hradu Čabraď a rodu Huntů a stala se střediskem jejich panství. V 15. století hrad obsadila Jiskrova vojska.

## Pamětihodnosti
Jihovýchodně od vesnice leží přírodní rezervace Čabraď se zříceninou stejnojmenného hradu.

## Osobnosti
V roce 1755 se ve vsi narodil Ondrej Plachý, evangelický farář, spisovatel a vydavatel.